# Република Конго
Република Конго (фр. République du Congo), позната и као Конго-Бразавил (фр. Congo-Brazzaville) како би се разликовала од ДР Конга који се назива Конго-Киншаса (фр. Congo-Kinshasa), Конго Република, или једноставно Конго (фр. Congo), држава је у средишњој Африци. На западу излази на Атлантски океан, а граничи са Габоном на северозападу, Камеруном и Средњоафричком Републиком на северу, Демократском Републиком Конго на истоку и југу, те анголском енклавом Кабиндом на југу.
У региону су доминантна племена која говоре Банту језик током више од 3.000 од година. Они су изградили трговачке путеве у сливе реке Конго. Конго је раније био део колоније Француска екваторијална Африка. Република Конго је успостављена 28. новембра 1958, а независност од Француске је стекла 1960. године. Суверена држава је имала вишепартијске изборе од 1992, мада је демократски изабрана влада свргнута с власти током грађанског рата у Републици Конго из 1997. године, и председник Дени Сасу Нгесо, који је први дошао на власт 1979. године, владао је током 33 од задњих 38 година.
Република Конго је постала четврти по величини произвођач нафте у Гвинејском заливу, обезбеђујући земљу са степеном просперитета упркос политичкој и економској нестабилности у неким областима и неједнакој расподели прихода од нафте у целој земљи. Привреда Конга је у великој мери зависна од нафтног сектора, и економски раст је знатно успорен након пада нафтних цена у 2015 години.

## Географија
Република Конго, бивша Француска Екваторијална Африка, налази се у западној централној Африци. То је држава са површином преко 342.000 km², а становништво броји 4,2 милиона. Највећи део земље се састоји од шума са тропским кишама и саванама.

### Положај
Државе са којима се Република Конго граничи су: Ангола, Камерун, Централноафричка Република, Демократска Република Конго и Габон. Површина државе износи око 342.000

### Воде
Највеће реке Републике Конго чине њену источну границу. То су реке Убанги и Конго. Река Куилу је најзначајнија река за дренажу обалског дела Републике Конго. Протиче кроз регион Ниари и у том делу свог тока носи име Ниари. Улива се у Атланктик недалеко од Поант Ноара. Од извора до ушћа дуга је преко 650 km.

## Историја
У претколонијалном раздобљу у данашњем Конгу и околним подручјима постојало је неколико већих држава различитих Банту народа, међу којима су се истицале Лоанго и Конго. Од 15. до 17. века Португалци су доминирали у овом региону. Од 1889. године смењују их Французи. Ова територија постаје Француска Екваторијална Африка 1910. године.
Године 1960, у великом валу деколонизације независност је добио и Француски Конго.
Након независности у Конгу су, као и у многим другим младим афричким државама, почели војни удари. Земља се приближила Совјетском Савезу, али није раскинула своје везе са западним земљама, посебно са бившом матицом Француском. После краја Хладног рата и првих вишестраначких избора напета политичка ситуација прерасла је у оружане сукобе који су имали и етничко-територијалне елементе. Ратна деловања углавном су завршена до 2000. и у земљи од тада влада мир.
Почетком  века, варош Етумби, која се налази на северозападу земље, је била поприште избијања неколико епидемија еболе.

## Становништво
Два најважнија града у Конгу су, Бразавил, главни и највећи град, и Поант Ноар, лука на Атлантском океану.
Главна етничка група је Баконго, а остале су: Батеке, Мбоцхи и Санга. Све говоре Банту. Око половине становништва следи традиционалну религију. Католика има око 30%. Службени језик је француски.

## Влада
Влада Републике је полупредседнички систем са изабраним председником који именује Савјет министара, односно Кабинет. Савет, укључујући премијера, бира се између изабраних представника у Парламенту. Од 1990-их, земља има вишестраначки политички систем којим доминира председник Дени Сасу Нгесо. Сасу Нгеса подржава његова сопствена Конгоанска лабуристичка партија (фр. Parti Congolais du Travail), као и низ мањих партија.
Сасоуов режим је видео разоткрића о корупцији, са покушајима да их цензурише. Једна француска истрага пронашла је преко 110 банковних рачуна и десетине „раскошних некретнина“ у Француској. Сасу је осудио истраге о проневерама као „расистичке” и „колонијалне”. Дени Христел Сасу-Нгесо, син Денија Сасу Нгеса, именован је у контекству Панамских докумената.
Сасу Нгесо је 27. марта 2015. најавио да ће његова влада одржати референдум о промени устава земље из 2002. како би му се омогућило да се кандидује за трећи узастопни мандат. Влада је 25. октобра одржала референдум о дозволи Сасу Нгесу да се кандидује на следећим изборима. Влада је тврдила да је предлог одобрило 92 одсто бирача, уз учешће 72 одсто бирача са правом гласа. Опозиција која је бојкотовала референдум рекла је да је владина статистика лажна и да је гласање лажно. Избори су покренули многа питања и били су праћени грађанским немирима и полицијском пуцњавом на демонстранте. Најмање 18 људи убиле су снаге безбедности током скупова опозиције уочи референдума одржаног у октобру.

## Привреда
Република Конго једна је од афричких држава најбогатијих нафтом. Извози се и дрво. БДП за 2004. процијењен је на 800 УСД по становнику, мјерено по ППП-у.